# Anisostena arizonica
Anisostena arizonica es un coleóptero de la familia Chrysomelidae. Fue descrita científicamente por primera vez en 1933 por Schaeffer.